# Ralf Voigt
Ralf Voigt (* 31. Dezember 1965 in Hude) ist ein deutscher Fußballtrainer und ehemaliger Fußballspieler. 

## Werdegang

### Spieler
Der Abwehrspieler Ralf Voigt begann seine Karriere als Stürmer beim FC Hude. Über die TuSG Ritterhude wechselte er im Jahre 1985 zum VfB Oldenburg, der seinerzeit in der drittklassigen Oberliga Nord spielte. Gleich in seiner ersten Saison wurden die Oldenburger Vizemeister, scheiterten aber in der Aufstiegsrunde zur 2. Bundesliga. 1988 wurde der VfB Dritter und qualifizierte sich für die Deutsche Amateurmeisterschaft. Über die Stationen Tennis Borussia Berlin und TSV Vestenbergsgreuth erreichten die Oldenburger das Endspiel gegen Eintracht Trier. Die Trierer gewannen das Spiel nach Elfmeterschießen.
Im Sommer 1989 wechselte Voigt zum Zweitligisten VfL Osnabrück und gab sein Profidebüt am 29. Juli 1989 beim 1:1 gegen den SV Meppen. Nach drei Jahren, in denen er in 95 Spielen elf Tore für den VfL erzielte, ging er zum Wuppertaler SV, der gerade in die 2. Bundesliga aufgestiegen war. Voigt blieb bis Anfang 1994 im Stadion am Zoo und erzielte in 39 Spielen drei Tore, bevor es für ihn bei Fortuna Düsseldorf weiterging. Mit der Fortuna war er gerade in die 2. Bundesliga aufgestiegen und schaffte als Tabellendritter den Durchmarsch in die Bundesliga. In Düsseldorf erzielte er elf Tore in 44 Spielen. 
Ralf Voigt blieb anschließend in der 2. Bundesliga und schloss sich dem Aufsteiger Arminia Bielefeld an, der in der Saison 1995/96 als Vizemeister ebenfalls den Durchmarsch in die Bundesliga schaffte. Voigt trug 26 Mal das Trikot der Arminia und erzielte drei Tore. Allerdings verließ er die Alm am Saisonende. Während der Saison 1997/98 spielte Voigt noch fünfmal ohne Torerfolg für den Zweitligisten SV Meppen, konnte aber den Abstieg der Emsländer als Tabellenletzter nicht verhindern. Nach einem kurzen Abstecher zum griechischen Club Panionios Athen beendete Voigt seine Karriere 1999 nach einer Saison beim Regionalligisten 1. FC Saarbrücken.

### Trainer
Voigt begann seine Trainerkarriere beim VfL Brake, mit dem er im Jahre 2006 den Bezirkspokal gewann. Zwischen 2011 und 2016 wirkte er als Trainer bei der Vereinigung der Vertragsfußballspieler und trainierte nebenbei den Amateurverein GVO Oldenburg. Im Jahre 2015 kehrte Voigt zum VfB Oldenburg zurück, wo er als Sportlicher Leiter, Sportdirektor und bei einem Spiel als Interimstrainer wirkte. Im Sommer 2018 übernahm er als Trainer den Bremer SV. Im Oktober 2019 wechselte er vom Trainerposten zum Sportlichen Leiter des BSV. Seit Sommer 2025 ist Voigt wieder Trainer und damit in Doppelrolle tätig.

## Erfolge
Fortuna Düsseldorf
- Meister Oberliga Nordrhein: 1994
- Aufstieg in die 2. Bundesliga: 1994
- Aufstieg in die Bundesliga: 1995

Arminia Bielefeld
- Aufstieg in die Bundesliga: 1996

1. FC Saarbrücken
- Saarlandpokal: 1999